# Liste der Monuments historiques in Charrey-sur-Saône
Die Liste der Monuments historiques in Charrey-sur-Saône führt die Monuments historiques in der französischen Gemeinde Charrey-sur-Saône auf.

## Liste der Objekte
| Bezeichnung                | Beschreibung                                                          | Standort                       | Kennzeichnung | Schutzstatus | Datum | Bild |
| -------------------------- | --------------------------------------------------------------------- | ------------------------------ | ------------- | ------------ | ----- | ---- |
| Skulptur Heilige Barbara   | Holz, 16. Jahrhundert                                                 | in der Kirche St-Pierre (Lage) | PM21000526    | Classé       | 1936  |      |
| Skulptur Heilige Katharina | Holz, 17. Jahrhundert                                                 | in der Kirche St-Pierre (Lage) | PM21000527    | Classé       | 1936  |      |
| Pietà                      | Holz, 16. Jahrhundert                                                 | in der Kirche St-Pierre (Lage) | PM21000528    | Classé       | 1936  |      |
| Skulptur Petrus (1)        | Aufsatz eines Prozessionsstabs; Holz, farbig gefasst, 17. Jahrhundert | in der Kirche St-Pierre (Lage) | PM21000529    | Classé       | 1936  |      |
| Kruzifix                   | Holz, 16. Jahrhundert                                                 | in der Kirche St-Pierre (Lage) | PM21000530    | Classé       | 1965  |      |
| Skulptur Petrus (2)        | Kalkstein, farbig gefasst, 16. Jahrhundert                            | Place Saint-Pierre (Lage)      | PM21000531    | Classé       | 1938  |      |